# Jude Bellingham
Jude Bellingham (ur. 29 czerwca 2003 w Stourbridge) – angielski piłkarz, występujący na pozycji ofensywnego pomocnika w hiszpańskim klubie Real Madryt oraz w reprezentacji Anglii. Znany ze swojego tempa, dryblingu, podań i wykończenia, jest powszechnie uważany za jednego z najlepszych graczy na świecie. Srebrny medalista Mistrzostw Europy 2020 i 2024. Uczestnik Mistrzostw Świata 2022. 
Dołączył do Borussii Dortmund w lipcu 2020 roku i w swoim pierwszym występie został ich najmłodszym strzelcem. W ciągu trzech sezonów w klubie zaliczył 132 występy i wygrał DFB-Pokal 2020-21. Jego występy w sezonie 2022-23 pomogły Dortmundowi zająć drugie miejsce i przyniosły mu nagrodę Gracza Sezonu Bundesligi. 
W czerwcu 2023 r. podpisał kontrakt z Realem Madryt, którego wartość opiewała na kwotę 103 mln euro. 
Jeszcze w tym samym roku zdobył obie główne nagrody dla piłkarzy płci męskiej w wieku poniżej 21 lat: Golden Boy, dla nominowanych grających w Europie w ciągu ostatniego roku kalendarzowego oraz Kopa Trophy, dla najlepszych na świecie w poprzednim sezonie. 
Po niesamowitym początku kariery w Realu Madryt wygrał z nimi La Ligę, Ligę Mistrzów, Superpuchar Hiszpanii oraz Superpuchar UEFA. Został wybrany najlepszym zawodnikiem sezonu 2023/2024 La Liga, w którym strzelił dla królewskich 19 goli, co jest imponującym osiągnięciem dla środkowego pomocnika. 
Został włączony do FIFPRO World 11 dwa razy z rzędu w 2023 i 2024 roku.

## Wczesna kariera
Urodził się w Stourbridge, w hrabstwie West Midlands w 2003 roku. Jego ojciec, Mark Bellingham, jest sierżantem w policji w West Midlands oraz również gra w piłkę nożną na poziomie amatorskim. Ma młodszego brata,  Jobe'a, który gra w niemieckim klubie Borussia Dortmund.

## Kariera klubowa

### Birmingham City
Jude Bellingham dołączył do Birmingham City, gdy miał 8 lat, po grze w Stourbridge. W wieku 14 lat grał w zespole do lat 18, a w wieku 15 lat zadebiutował w drużynie do lat 23, zdobywając gola w swoim debiutanckim meczu przeciwko Nottingham Forest U23. 
Do marca 2019 roku strzelił trzy bramki w dziesięciu występach w młodzieżowym zespole, został uwzględniony w liście "50 najbardziej ekscytujących nastolatków w angielskiej piłce nożnej" magazynu FourFourTwo i wzbudził zainteresowanie dużych klubów europejskich.
Na początku sierpnia, w meczu Pucharu EFL, stał się najmłodszym zawodnikiem pierwszej drużyny w historii Birmingham City, mając 16 lat i 38 dni, bijąc rekord ustanowiony przez Trevora Francisa w 1970 roku. 
Zagrał również w swoim pierwszym meczu ligowym i zdobył swojego pierwszego gola dla Birmingham, co uczyniło go najmłodszym strzelcem gola w historii klubu.
Pozostał regularnym członkiem pierwszej drużyny, początkowo grając na lewym skrzydle, a potem przesuwając się do środkowej linii i bardziej ofensywnych pozycji. Został wybrany Młodym Piłkarzem Miesiąca EFL w listopadzie 2019 roku. 
Na początku 2020 roku był łączony z wieloma dużymi klubami, a Birmingham odrzuciło ofertę Manchesteru United w wysokości 20 milionów funtów.
W momencie zawieszenia sezonu z powodu pandemii COVID-19, Bellingham miał 32 występy ligowe. Kiedy sezon został wznowiony bez publiczności, nadal był kluczowym graczem, kończąc sezon z czterema golami w 44 występach we wszystkich rozgrywkach, pomagając Birmingham uniknąć spadku. 
Klub ogłosił, że z szacunku dla osiągnięć Bellinghama zastrzegą numer 22, a na gali EFL Awards zdobył nagrody dla Młodego Gracza Roku i Najlepszego Młodego Zawodnika Sezonu EFL.

### Borussia Dortmund

#### 2020–2021: Transfer i pierwszy sezon w klubie
Wielu wierzyło wtedy, że Bellingham opuści Birmingham, a doniesienia mówiły, że on i jego ojciec odwiedzili kilka dużych klubów, z których Manchester United i Borussia Dortmund byli faworytami. Bellingham po licznych rozmowach poleciał do Niemiec na badania medyczne, a transfer został potwierdzony 20 lipca 2020 roku. Miał dołączyć po ostatnim meczu Birmingham w sezonie. Według Sky Sports, niezadeklarowana opłata wyniosła początkowo 25 milionów funtów, co uczyniło go najdroższym 17-latkiem w historii, plus kilka milionów więcej w zależności od kryteriów związanych z wydajnością. 
20 lipca 2020 podpisał kontrakt z Borussią Dortmund.14 września 2020 roku  zadebiutował w Dortmundzie w meczu DFB-Pokal przeciwko MSV Duisburg, mając 17 lat i 77 dni. Zdobył wówczas drugiego gola w zwycięskim meczu 5-0, stając się najmłodszym strzelcem klubu w historii tego turnieju. Pięć dni później, w swoim debiucie w Bundeslidze, zaliczył asystę w zwycięskim meczu 3-0 przeciwko Borussii Mönchengladbach.
20 października 2020 roku zagrał przeciwko Lazio w Lidze Mistrzów, mając 17 lat i 113 dni, został oficjalnie najmłodszym Anglikiem, który zagrał w podstawowym składzie w meczu Ligi Mistrzów, przebijając rekord Phila Fodena.
W pierwszych trzech miesiącach sezonu często grał, występując w sześciu meczach w pierwszym składzie i siedmiu jako rezerwowy w Bundeslidze, a także czterokrotnie w Lidze Mistrzów. Opuścił dwa pierwsze mecze 2021 roku z powodu kontuzji stopy, ale potem wrócił do regularnej gry.
W ćwierćfinale Ligi Mistrzów przeciwko Manchesterowi City asystował przy golu Marco Reusa w meczu wyjazdowym. Podczas drugiego meczu strzelił swojego pierwszego gola w Lidze Mistrzów przeciwko City, ale Dortmund nie utrzymał przewagi i odpadł z rozgrywek.
W międzyczasie zdobył swojego pierwszego gola w Bundeslidze, pomagając zespołowi wygrać 3-2 z VfB Stuttgart.
Bellingham wystąpił w finale DFB-Pokal, gdzie Dortmund pokonał RB Leipzig 4-1. Został zmieniony w przerwie meczu, gdy jego zespół prowadził 3-0.
Sezon zakończył z 29 występami i jednym golem w Bundeslidze, 46 występami i czterema golami we wszystkich rozgrywkach, oraz został wybrany debiutantem sezonu przez innych graczy. 

#### 2021–2023: Najlepszy zawodnik ligi oraz Wicemistrz Niemiec
4 grudnia 2021 roku, zagrał w Der Klassiker przeciwko Bayernowi Monachium. Asystował przy obu golach dla Borussii Dortmund, ale Bayern wygrał 3-2 po rzucie karnym w 77. minucie, przyznanym po długiej konsultacji z VAR-em. Wcześniej w meczu sędzia Felix Zwayer odrzucił dwa wnioski Dortmundu o rzut karny i odmówił ich przeglądu. Bellingham, w wywiadzie dla Viaplay tuż po meczu, skrytykował decyzje sędziego, nawiązując do jego udziału w skandalu związanym z ustawianiem meczów w 2005 roku, mówiąc: 
"Dajesz sędziemu, który już ustawiał mecze, największy mecz w Niemczech. Czego się spodziewasz?".
Niemiecki Związek Piłki Nożnej (DFB) wezwał Bellinghama do wyjaśnień, a później nałożył na niego karę w wysokości 40 000 euro.
22 października 2022 roku, w meczu przeciwko Stuttgartowi, strzelił dwa ważne gole dla Borussii. Pierwszy po szybkim kontrataku, który sam zainicjował, a drugi po przerwie, dzięki precyzyjnemu uderzeniu.
28 maja 2023 roku, Bayern Monachium wygrał Bundesligę po tym, jak Borussia Dortmund zremisowała 2-2 z 1. FSV Mainz 05 w ostatnim meczu sezonu. Bellingham, który nie grał z powodu kontuzji kolana.
Po zajęciu drugiego miejsca dwa lata wcześniej, Bellingham zdobył Kopa Trophy w 2023 roku za swoje występy w sezonie 2022-2023 dla Borussii Dortmund i reprezentacji Anglii na Mistrzostwach Świata w 2022 roku. Został pierwszym Anglikiem, który otrzymał tę nagrodę, wręczoną na ceremonii Złotej Piłki w 2023 roku.  

### Real Madryt
14 czerwca 2023 roku Real Madryt ogłosił podpisanie sześcioletniego kontraktu z Bellinghamem. Borussia Dortmund miała otrzymać podstawową opłatę transferową w wysokości 103 milionów euro z potencjałem wzrostu o 30% do około 133,9 miliona euro z powodu dodatków, z których klauzula odsprzedaży przyniosłaby Birmingham City około 6 milionów funtów. Jude stał się szóstym Anglikiem, który dołączył do Realu Madryt w erze zawodowej.

#### 2023–2024: Debiutancki sezon i rekordy bramkowe
Jude Bellingham zadebiutował w barwach królewskich 12. sierpnia 2023 r. z golem w wygranym 2:0 meczu La Liga z Athletic Bilbao. Strzelenie dwóch bramek i zaliczenie asysty przy bramce Viníciusa Júniora w zwycięstwie 3:1 w Almerii oraz zdobycie zwycięskiego gola w meczu z Celtą Vigo uczyniły go najlepszym strzelcem ligi i pierwszym angielskim odbiorcą nagrody La Liga Player of the Month. 
Strzelenie w 95. minucie bramki (na miarę zwycięstwa) przeciwko Getafe sprawiło, że Bellingham stał się trzecim graczem, który strzelił gola w każdym ze swoich pierwszych czterech występów w klubie. 
Jude strzelił 10 goli w swoich pierwszych 10 meczach dla Madrytu, wyrównując liczbę bramek Cristiano Ronaldo po jego pierwszych 10 meczach dla klubu w 2009 roku. 
28 października po jego dwóch trafieniach Real Madryt odniósł zwycięstwo (2:1) w wyjazdowym meczu z Barceloną. To uczyniło go pierwszym zawodnikiem Realu Madryt, który strzelił gola w swoich debiutach w La Liga i Lidze Mistrzów dla klubu oraz w El Clásico. W  październiku ponownie został wybrany zawodnikiem miesiąca La Liga.
Jude zwichnął lewy bark 5 listopada i wrócił do gry w meczu przeciwko Cádiz trzy tygodnie później tylko z powodu kryzysu kontuzji w klubie. Asystował przy pierwszym golu i strzelił trzecią bramkę w wygranym 3:0 meczu, dzięki czemu Madryt znalazł się na szczycie tabeli. 
W wygranym 4:2 meczu z Napoli 29 listopada, Bellingham został pierwszym zawodnikiem, który strzelił gola w każdym ze swoich pierwszych czterech występów w Lidze Mistrzów dla Realu Madryt.

Jude błyskawicznie skradł serca kibiców z Santiago Bernabeu, którzy na jego cześć zaczęli śpiewać wielki hit Beatlesów ,,Hey Jude". On sam nie pozostaje im dłużny -
,, Tak naprawdę nie rozumiesz, jak wielki jest ten klub, dopóki dla niego nie grasz. Ja mam teraz ten zaszczyt i zawsze będę robić to z dumą. '' — mówił po wygranym meczu z Unionem Berlin w Lidze Mistrzów.
10 lutego 2024 r. Bellingham strzelił dwie bramki w wygranym 4:0 meczu z rywalami w wyścigu o tytuł La Liga, Gironą. 
2 marca po protestach w 100. minucie meczu z Valencią na Mestalla , gdy jego gol na miarę zwycięstwa nie został uznany przez sędziego Jesúsa Gil Manzano otrzymał czerwoną kartkę. 
21 kwietnia na El Clásico Jude zdobył zwycięską bramkę w doliczonym czasie gry, dzięki czemu Real Madryt wygrał z Barceloną 3:2. Był to jego 21. gol w sezonie i uczynił go najlepszym angielskim strzelcem wszech czasów, wyprzedzając Lauriego Cunninghama i Davida Beckhama. 
Został laureatem nagrody Laureus World Sports Award 2024 za Przełom Roku. 
Zakończył sezon krajowy jako najlepszy strzelec ligowy Realu Madryt z 19 bramkami i 6 asystami, zdobywając tytuł La Liga, co przyniosło mu kolejną nagrodę La Liga Player of the Season.
W finale Ligi Mistrzów, w którym zmierzył się ze swoim byłym klubem Borussią Dortmund, zaliczył asystę przy trafieniu Viníciusa Júniora, wygrywając 2:0. 
Z czterema golami, pięcioma asystami i celnością podań na poziomie 90,5%, Bellingham został uznany Młodym Piłkarzem Sezonu Ligi Mistrzów UEFA.

#### 2024–2025: Drugi sezon i Superpuchar Europy
14 sierpnia 2024 roku Bellingham rozpoczął swój drugi sezon w barwach królewskich w meczu o Superpuchar Europy rozgrywany w Warszawie, zaliczając asystę przy debiutanckim golu swojego nowego kolegi z drużyny Realu, Kyliana Mbappé. Real Madryt pokonał wtedy Atalantę 2:0 i zdobył rekordowy szósty Superpuchar Europy , a Jude został wybrany najlepszym zawodnikiem meczu. 
Na początku sezonu nabawił się kontuzji mięśnia, która wykluczyła go z gry na miesiąc. Jego pierwszy gol w sezonie padł dopiero 9 listopada, kiedy to strzelił bramkę w wygranym 4:0 meczu z Osasuną.

## Statystyki

### Klubowe
Aktualne na 1 czerwca 2024.
| Klub              | Sezon            | Liga  | Liga | Puchar kraju | Puchar kraju | Puchar ligi | Puchar ligi | Kontynentalne | Kontynentalne | Inne  | Inne | Razem | Razem |
| Klub              | Sezon            | Mecze | Gole | Mecze        | Gole         | Mecze       | Gole        | Mecze         | Gole          | Mecze | Gole | Mecze | Gole  |
| ----------------- | ---------------- | ----- | ---- | ------------ | ------------ | ----------- | ----------- | ------------- | ------------- | ----- | ---- | ----- | ----- |
| Birmingham City   | 2019/20          | 41    | 4    | 2            | 0            | 1           | 0           | –             | –             | –     | –    | 44    | 4     |
| Borussia Dortmund | 2020/21          | 29    | 1    | 6            | 2            | –           | –           | 10            | 1             | 1     | 0    | 46    | 4     |
| Borussia Dortmund | 2021/22          | 32    | 3    | 3            | 0            | –           | –           | 8             | 3             | 1     | 0    | 44    | 6     |
| Borussia Dortmund | 2022/23          | 31    | 8    | 4            | 2            | –           | –           | 7             | 4             | –     | –    | 42    | 14    |
| Borussia Dortmund | Razem            | 92    | 12   | 13           | 4            | –           | –           | 25            | 8             | 2     | 0    | 132   | 24    |
| Real Madryt       | 2023/24          | 28    | 19   | 2            | 0            | –           | –           | 11            | 4             | 2     | 0    | 42    | 23    |
| Razem w karierze  | Razem w karierze | 161   | 35   | 17           | 4            | 1           | 0           | 36            | 12            | 4     | 0    | 218   | 51    |

### Reprezentacyjne
Aktualne na 21 października 2024.
| Reprezentacja | Rok     | Mecze | Bramki |
| ------------- | ------- | ----- | ------ |
| Anglia        | 2020    | 1     | 0      |
| Anglia        | 2021    | 9     | 0      |
| Anglia        | 2022    | 12    | 1      |
| Anglia        | 2023    | 5     | 1      |
| Anglia        | 2024    | 11    | 4      |
| Łącznie       | Łącznie | 38    | 6      |

## Sukcesy

### Borussia Dortmund
- Puchar Niemiec: 2020/2021

### Real Madryt
- Mistrzostwo Hiszpanii: 2023/2024
- Superpuchar Hiszpanii: 2023/2024
- Liga Mistrzów UEFA: 2023/2024
- Superpuchar Europy UEFA: 2024

### Reprezentacyjne
- Wicemistrzostwo Europy: 2020, 2024

### Indywidualne
- Kopa Trophy: 2023
- Złoty Chłopiec: 2023